# Opatov (Jihlava)
Opatov é uma comuna checa localizada na região de Vysočina, distrito de Jihlava.